# André Saint-Paul (homme politique, 1916-2000)
Pour les articles homonymes, voir André Saint-Paul et Saint-Paul.
André Saint-Paul, né le 29 décembre 1916 à Rabastens-de-Bigorre (Hautes-Pyrénées) et mort le 7 septembre 2000 au Mas-d'Azil (Ariège), est un homme politique français.

## Biographie
Fils de Clément Saint-Paul, fonctionnaire des PTT et de Rosa Senac, il est blessé sur le front en juin 1940.
Médecin installé au Mas-d’Azil en juillet 1942, Résistant et médecin du maquis de Cazères, André Saint-Paul sera arrêté le 4 juillet 1944, retenu 21 jours par la gestapo de Saint-Girons et ne parlera jamais malgré des simulacres d'exécution. Il participe à la libération du Mas-d'Azil, à la bataille de Durban-sur-Arize et enfin au combat de Rimont en août 1944 à la tête d'un groupe de volontaires du Mas-d'Azil.
Il sera élu conseiller général du canton du Mas-d'Azil de 1945 à 1985 puis de 1986 à 1992, maire de 1947 à 1989, puis député de 1968 à 1981 et président du Conseil général de l’Ariège de 1966 à 1985.
Marié le 29 juin 1940 à Anne-Marie Odol, ils auront quatre enfants : Nicole, Monique, Colette et Christian.

## Détail des fonctions et des mandats
Mandats parlementaires
- 30 juin 1968 - 1er avril 1973 : Député de la 2e circonscription de l'Ariège
- 11 mars 1973 - 2 avril 1978 : Député de la 2e circonscription de l'Ariège
- 19 mars 1978 - 22 mai 1981 : Député de la 2e circonscription de l'Ariège

## Distinctions
Chevalier de la Légion d’honneur, du Mérite agricole, Officier des Palmes académiques, Croix du Combattant volontaire de la Résistance.
Le collège du Mas d'Azil porte son nom.